# Jamie Roberts
Jamie Roberts (ur. 8 listopada 1986 w Newport) – walijski rugbysta występujący na pozycji środkowego ataku, reprezentant kraju, trzykrotny zwycięzca Pucharu Sześciu Narodów, uczestnik Pucharu Świata 2011.

## Kariera klubowa
Występował w regionalnych zespołach juniorskich, grając na pozycjach skrzydłowego i obrońcy. Z wyróżnieniami grał w klubie Cardiff RFC, a także został wybrany do regionalnej drużyny Cardiff Blues. Grał początkowo jako obrońca lub skrzydłowy, a następnie na środku ataku. W barwach Blues występował do roku 2013, zdobywając dwa trofea – Anglo-Welsh Cup w 2009 i European Challenge Cup w sezonie 2009/2010.
Przeniósł się następnie do Francji związując się trzyletnim kontraktem z Racing Métro 92. Na początku 2015 roku pojawiły się jednak prasowe doniesienia o możliwym skróceniu jego umowy o rok z uwagi na trapiące go kontuzje oraz, w przypadku jego powołania na Puchar Świata 2015, nieobecność przez trzy pierwsze miesiące nowego sezonu. W razie powrotu do Walii prawo pierwszeństwa w zakontraktowaniu Robertsa miałby zespół Blues, dopiero w razie jego odmowy mogłyby o niego ubiegać się inne regiony.

## Kariera reprezentacyjna
Roberts reprezentował kraj w kilku kategoriach juniorskich, a w 2005 roku uczestniczył w mistrzostwach świata w kategoriach U-19 i U-21. W 2007 roku został powołany do kadry rugby siedmioosobowego, z którą wziął udział w turniejach sezonu 2006/2007 IRB Sevens World Series.
W seniorskiej reprezentacji zadebiutował przeciw Szkotom w lutym 2008 roku jako skrzydłowy, następny testmecz rozegrał w roli obrońcy, jednak już w kolejnym został przez Warrena Gatlanda przestawiony na pozycję środkowego ataku, którą zachował w wyjściowej piętnastce w kolejnych latach. Walijska kadra triumfowała w Pucharze Sześciu Narodów w latach 2008, 2012 i 2013, w pierwszych dwóch zdobywając dodatkowo Wielkiego Szlema. Znalazł się w składzie na Puchar Świata 2011, w którym wystąpił w sześciu spotkaniach, a Walijczycy w meczu o trzecie miejsce ulegli Wallabies. Dwukrotnie uczestniczył w tournée British and Irish Lions – w latach 2009 i 2013. W pierwszym z nich został uznany za najlepszego zawodnika turystów, w dwóch testmeczach, w których wziął udział, znakomicie uzupełniając się z Brianem O’Driscollem, w drugim zaś uraz ścięgna pozwolił mu na udział jedynie w ostatnim testmeczu, w którym jednak zdobył przyłożenie.

## Varia
- Uczęszczał do Ysgol Gyfun Glantaf[2]. Ukończył medycynę na Cardiff University, otrzymał także BSc z dziedziny sportu z University of Wales Institute, Cardiff[35][36].
- Amatorsko grał na gitarze; zagrał gościnnie z Manic Street Preachers podczas jednego z ich koncertów w Australii[37].